# Философия на математиката
Философия на математиката e клон на философията, който изучава философските предположения, основи и импликации на математиката. Философия на математиката се стреми да осигури описание на природата и методологията на математиката и да разбере мястото на математиката в ежедневието. Логическата и структурната природа на математиката определят този клон на философията като едновременно обширен и уникален сред другите негови съответстващи дисциплини.